# Automeris alticola
Automeris alticola är en fjärilsart som beskrevs av Lemaire 1975. Automeris alticola ingår i släktet Automeris och familjen påfågelsspinnare. Inga underarter finns listade i Catalogue of Life.